# HSM Oldenbarneveldt - Simon Stevin
De serie HSM Oldenbarneveldt - Simon Stevin was een serie stoomlocomotieven van de Hollandsche IJzeren Spoorweg-Maatschappij (HSM).
Om op het kolenverbruik te kunnen bezuinigen werd in 1885 onderzocht of dit middels compoundwerking kon worden bereikt. Na gunstige resultaten na het ombouwen van twee sneltreinlocomotieven en twee goederentreinlocomotieven ,
besloot de HSM in 1888 in navolging van de 184-189 een viertal van ditzelfde type bij Borsig in Berlijn te bestellen, echter voorzien van compoundwerking.
Ondanks het bereiken van besparing op het kolenverbruik werd de compoundwerking niet voortgezet bij de HSM. 
De locomotieven zijn hoofdzakelijk vanuit Zutphen en Almelo ingezet.
In 1908 werden drie locomotieven afgevoerd, de 191 Paulus Potter hield het tot 1913 vol. Er is geen exemplaar bewaard gebleven.

## Overzicht
| Fabrieksnummer | Bouwjaar | HSM nummer | Naam            | Afvoer | Bijzonderheden |
| -------------- | -------- | ---------- | --------------- | ------ | -------------- |
| 4244           | 1888     | 190        | Oldenbarneveldt | 1908   |                |
| 4245           | 1888     | 191        | Paulus Potter   | 1913   |                |
| 4246           | 1888     | 192        | Rembrandt       | 1908   |                |
| 4247           | 1888     | 193        | Simon Stevin    | 1908   |                |